# Vassi
Vassi är en ort i Komorerna.   Den ligger i distriktet Anjouan, i den centrala delen av landet, 130 km öster om huvudstaden Moroni. Vassi ligger 97 meter över havet och antalet invånare är 944. Den ligger på ön Anjouan.
Terrängen runt Vassi är huvudsakligen kuperad, men österut är den bergig. Havet är nära Vassi åt sydväst.  Närmaste större samhälle är Moutsamoudou, 9,5 km nordost om Vassi. I omgivningarna runt Vassi växer i huvudsak städsegrön lövskog.